# Дежино
Дежино — деревня в Дорогобужском районе Смоленской области России. Входит в состав Кузинского сельского поселения. Население — 31 житель (2007 год).
Расположена в центральной части области в 12 км к юго-западу от Дорогобужа, в 12 км западнее автодороги Р137 Сафоново — Рославль, на берегу реки Ужа. В 30 км южнее от деревни находится железнодорожная станция Нежода на линии Смоленск-Сухиничи.

## История
В годы Великой Отечественной войны деревня была оккупирована гитлеровскими войсками в октябре 1941 года, освобождена в сентябре 1943 года.
В деревне родилась Герой Социалистического Труда Александра Петровичева.